# Sorède
Sorède – miejscowość i gmina we Francji, w regionie Oksytania, w departamencie Pireneje Wschodnie.
Według danych na rok 1990 gminę zamieszkiwało 2160 osób, a gęstość zaludnienia wynosiła 63 osoby/km² (wśród 1545 gmin Langwedocji-Roussillon Sorède plasuje się na 178. miejscu pod względem liczby ludności, natomiast pod względem powierzchni na miejscu 140.).

## Populacja

Populacja Sorède w latach 1962–2008